# Archie Goodwin (basquetebolista)
Archie Goodwin (Little Rock, 17 de agosto de 1994) é um jogador norte-americano de basquete profissional que atualmente joga pelo Northern Arizona Suns. Foi draftado em 2013 na primeira rodada pelo Oklahoma City Thunder.